# Сфалерит

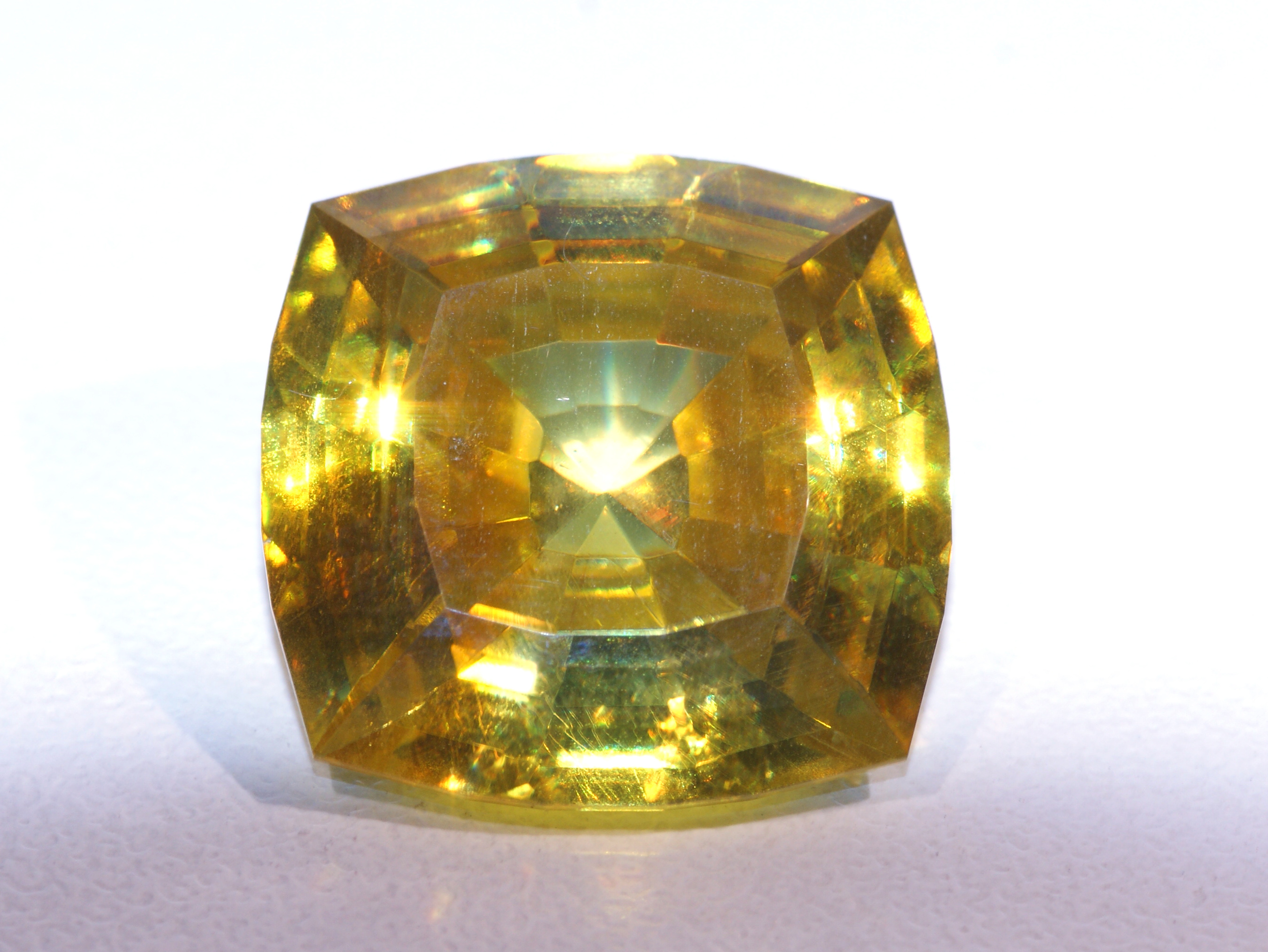
Огранённый сфалерит из Испании

Сфалери́т (др.-греч. σφαλερός — «обманчивый») или цинковая обманка — минерал класса сульфидов, сульфид цинка, химическая формула ZnS. Название связано с трудностью определения минерала, т. к. его, не содержащего свинец, путали с галенитом.
Сфалерит имеет несколько тривиальных названий. К примеру, разности янтарно-жёлтого цвета называют медо́вой обманкой, оранжево-красного цвета — рубиновой или гранатовой обманкой. Кроме того, сфалерит нередко называют просто обманкой без уточнения.

## Свойства
Кристаллы тетраэдрические. Двупреломление и плеохроизм отсутствуют, дисперсия 0,156. Люминесценция обычно желтовато-оранжевая, бывает красная, иногда отсутствует. Линии спектра поглощения: 650, 665, 651 нм.
Структура сфалерита была установлена рентгенографическим путём одним из первых. Состав (%): Zn — 67,1; S — 32,9.
Обрабатывается и полируется с большим трудом из-за хрупкости и весьма совершенной спайности в шести направлениях. На первый взгляд огранённый сфалерит можно спутать с ювелирными камнями жёлтого цвета.

## Месторождения
Сфалерит встречается в гидротермальных месторождениях и скарнах, входит в состав полиметаллических руд. Ему сопутствуют минералы: часто галенит, а также анкерит, арсенопирит, барит, доломит, кальцит, кварц, пирит, флюорит, халькопирит.
Добывается в Испании, Мексике, США, Канаде, Австралии, России (Урал, Северный Кавказ, Восточное Забайкалье, Приморье), Казахстане (Жезказган), Намибии, Германии, Польше, Чехии.

## Применение
Из сфалерита выплавляют металлический Zn. Попутно извлекают примеси: Cd, In, Ga. Сфалерит используют в лакокрасочном производстве для изготовления цинковых белил. Большое значение имеет получение из природного сфалерита химически чистого ZnS, применяемого как люминофор. Люминофорный сфалерит, активированный Ag, Cu, применяют для изготовления кинескопов. Сфалерит используют для изготовления различных светосоставов и светящихся красок (например, в приборостроении), в различных сигнальных аппаратах.
Применяют для получения латуни.
В ювелирном деле не используется по причине большой хрупкости и малой твёрдости, а также неустойчивости к химическим воздействиям, но эксклюзивные огранённые сфалериты ценятся коллекционерами. Пригодные для огранки разновидности сфалерита встречаются в Испании (Сантандер) и Мексике. Кристаллы и друзы сфалерита являются популярным коллекционным материалом.